# Biblioteca Municipal de Estocolmo
A Biblioteca Municipal de Estocolmo (em sueco Stockholms stadsbibliotek) fica em Vasastaden, no cruzamento da Sveavägen com a Odengatan.
Está alojada num edifício em estilo clássico sueco dos anos 20, projetado pelo arquiteto Gunnar Asplund, e inaugurado em 1928, com a presença do Principe Eugénio.
Obra pioneira da cultura popular, foi a primeira biblioteca sueca pública com estantes abertas e de livre acesso.
A biblioteca tem aproximadamente 700 000 livros.
Na sala de leitura, há 177 jornais diários e 1200 revistas.
Na secção internacional há milhares de livros de mais de 100 línguas estrangeiras.

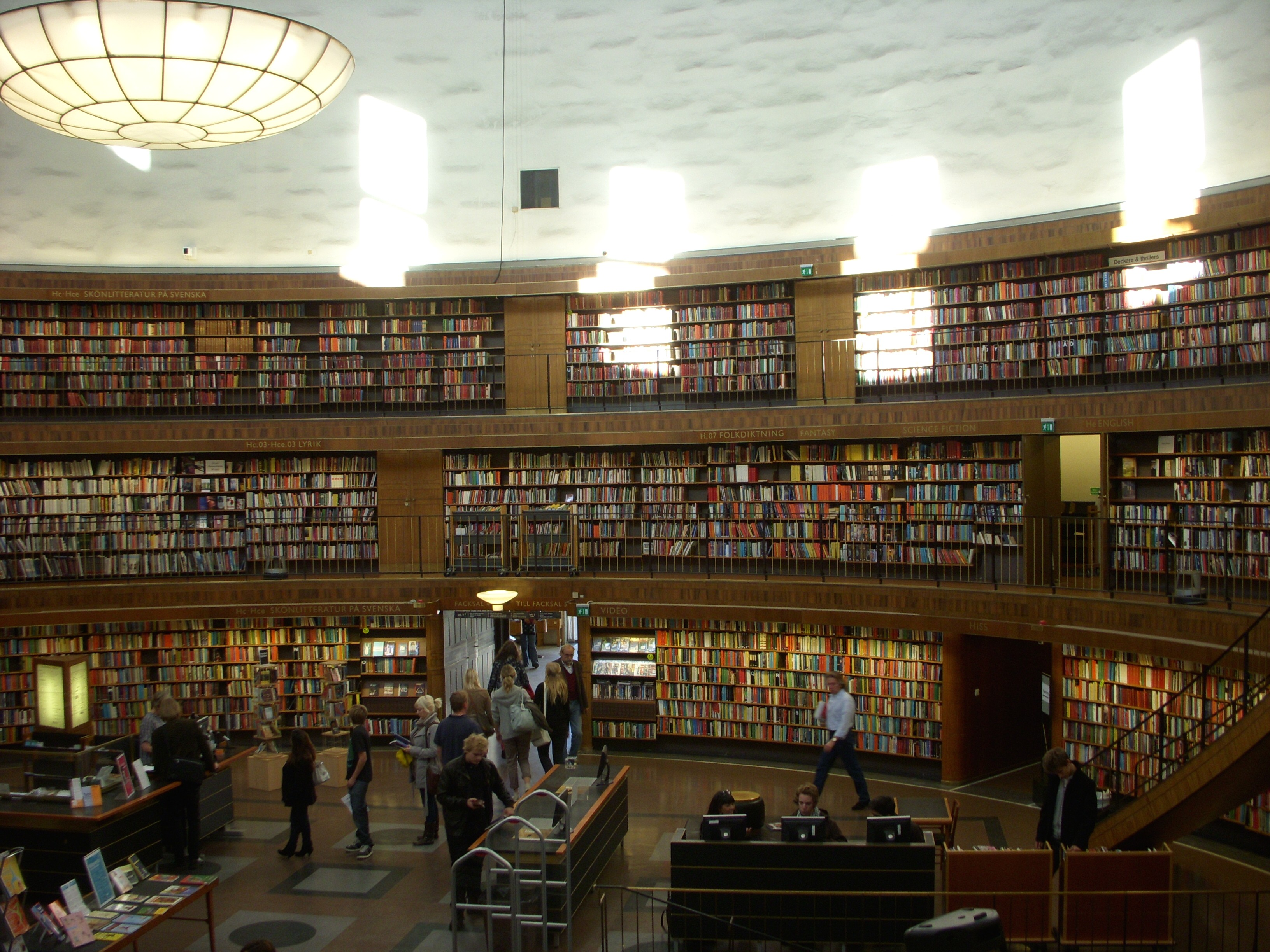
A rotunda interior da biblioteca.

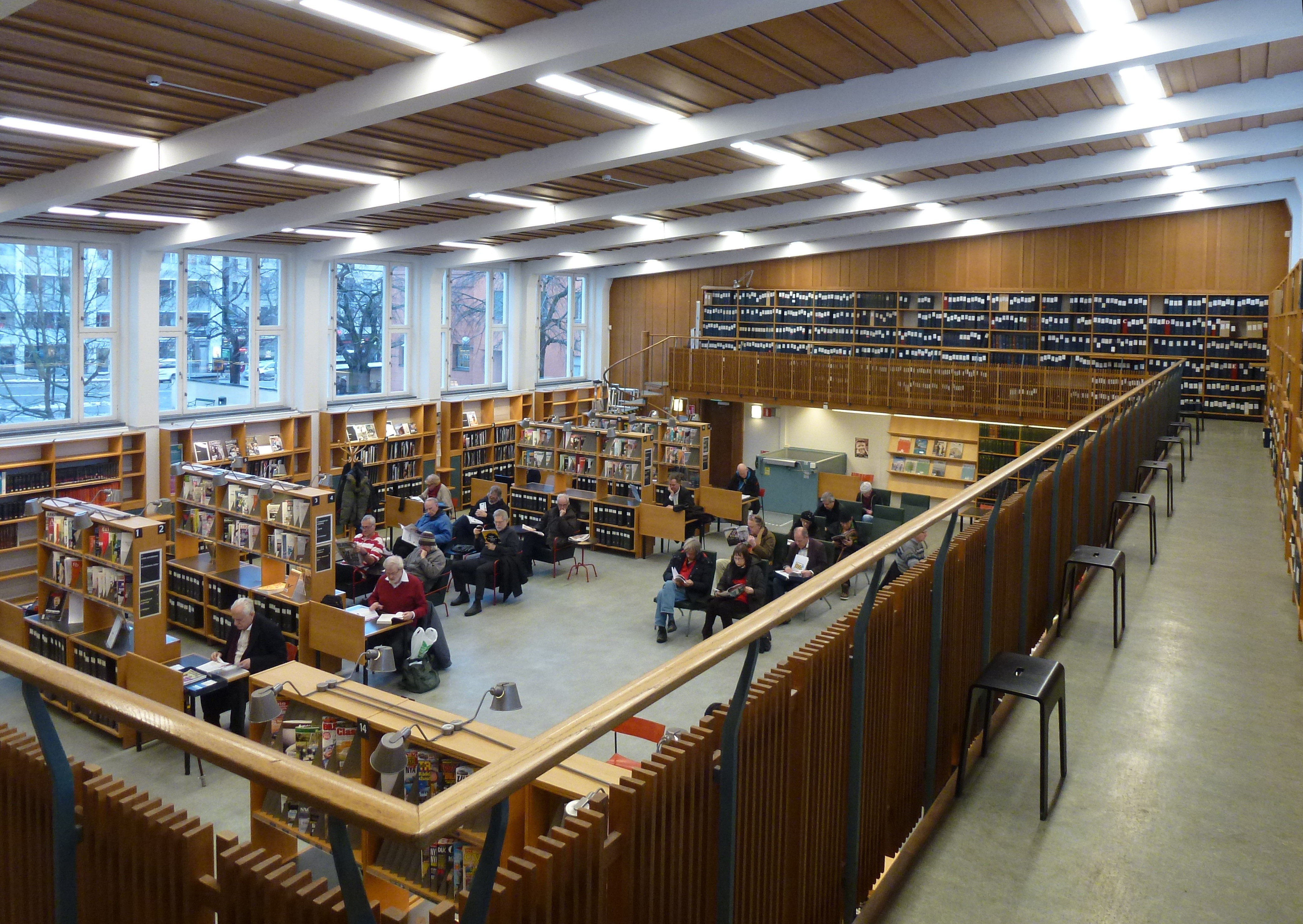
Sala de leitura de jornais e revistas.